# الدوري الياباني لكرة القدم للسيدات 1997
الدوري الياباني لكرة القدم للسيدات 1997 (باليابانية: 第9回日本女子サッカーリーグ) هو موسم من الدوري الياباني لكرة القدم للسيدات. فاز فيه Nikko Securities Dream Ladies ‏.